# Оскар Пітерсон
О́скар Пі́терсон (повне ім'я — Оскар Еммануель Пітерсон, англ. Oscar Emmanuel Peterson, нар. 15 серпня 1925, Монреаль — 23 грудня 2007, Міссісога) — канадський джазовий піаніст, композитор, керівник тріо. Поряд з Артом Тейтумом уважається унікальним віртуозом, майстром феноменальної техніки (його називають «джазовим Лістом»), що прагнув зблизити джаз й академічну музику. Насправді його майстерність навернула до джазу багатьох серйозних меломанів, а його джазові етюди (Jazz Exercices) стали в усім світі частиною початкової музичної освіти.
В основі творчості Пітерсона — елементи свінгу й бібопа, а репертуар складали, як правило, відомі мелодії (піаніст записав кілька альбомів з піснями популярних американських композиторів — Гершвіна, Портера, Керна, Арлена, Воррена й інших), що, на думку критика Джеймса Коллієра, допомагало «зробити джаз доступнішим».

## Життєпис
Учився грати на трубі, але в 11 років у нього був виявлений туберкульоз і тоді він всю увагу переніс на фортепіано, яким займався із шести років. В 14 років став призером конкурсу й одержав право регулярно виступати в радіошоу. Грав в оркестрі Джонні Холмса — найкращому канадському біг-бенді 40-х років, організував тріо для виступів у монреальских клубах.
У вересні 1949 року Норман Гренц умовив його виступити в Нью-Йорку в Карнегі-холі, і з того часу він став постійним артистом антрепризи Jazz At The Philharmonic. Перше тріо складалося з фортепіано, гітари (Ірвінг Ешбі, потім Барні Кессел і Херб Елліс) і контрабаса (Рей Браун). Після відходу Херба Елліса Пітерсон замінив гітару на ударні інструменти (першим барабанщиком тріо став Ед Тігпен). Тріо об'їздило увесь світ з антрепризою Гренца Jazz At The Philharmonic, записало понад 150 альбомів.
Як блискучий акомпаніатор Пітерсон співпрацював з багатьма видатними вокалістами й інструменталістами, серед яких Біллі Холідей, Елла Фіцджеральд, Луї Армстронг, Діззі Гіллеспі, Лестер Янг, Каунт Бейсі, Коулмен Хокінс і багато хто інших. На початку 60-х років відкрив у Торонто (Канада) Просунуту школу сучасної музики, представив свою композицію Canadian Suite. З кінця 60-х років виступав із сольними концертами і як і раніше із тріо (іноді з гітарою, іноді з ударними), у якому в різний час грали контрабасисти Сем Джонс, Джордж Мраз, Нільс-Хенніг Ерстед-Педерсен, барабанщики Луїс Хайес, Джейк Ханна, Мартін Дрю, гітаристи Барні Кессел, Джо Пас. В 1974 виступав в у Таллінні (з Ерстед-Педерсеном і Джеймсом Ханной), у Москві з вини Госконцерта виступи були зірвані. В 1993 році переніс інсульт, став виступати рідко й грав тільки правою рукою.
У 2004 році одна із центральних площ у Торонто була названа його ім'ям.

## Альбоми
- 1945 — I Got Rhythm
- 1947 — Rockin' in Rhythm
- 1950 — Oscar Peterson At Carnegie Hall
- 1951 — Oscar Peterson Plays Cole Porter
- 1952 — Lester Young — The President Plays with the Oscar Peterson Trio
- 1952 — Oscar Peterson Plays Duke Ellington
- 1956 — At the Stratford Shakespearean Festival
- 1957 — Anita O'Day — Anita Sings the Most
- 1957 — Stan Getz and the Oscar Peterson Trio
- 1957 — Louis Armstrong Meets Oscar Peterson
- 1958 — On the Town with the Oscar Peterson Trio
- 1959 — A Jazz Portrait of Frank Sinatra
- 1959 — The Jazz Soul of Oscar Peterson
- 1959 — Oscar Peterson Plays the Duke Ellington Song Book
- 1959 — Oscar Peterson Plays the George Gershwin Song Book
- 1959 — Oscar Peterson Plays the Cole Porter Song Book
- 1959 — Oscar Peterson Plays Porgy and Bess
- 1959 — Ben Webster Meets Oscar Peterson
- 1961 — The Sound of the Trio
- 1961 — The Trio
- 1962 — Oscar Peterson Trio with Milt Jackson - Very Tall
- 1962 — West Side Story: Oscar Peterson Trio
- 1962 — Night Train
- 1963 — The Oscar Peterson & Nelson Riddle
- 1964 — Canadiana Suite
- 1964 — Oscar Peterson Trio + One
- 1964 — Hymn to Freedom
- 1964 — We Get Requests
- 1965 — Eloquence
- 1966 — Blues Etude
- 1965 — With Respect to Nat
- 1966 — Soul Espanõl
- 1967 — Jazz at the Philharmonic — The Greatest Jazz Concert in the World
- 1968 — My Favorite Instrument
- 1969 — Motions and Emotions
- 1969 — Hello Herbie
- 1970 — Oscar Peterson in Paris
- 1970 — Tristeza on Piano
- 1970 — Another Day
- 1970 — Oscar Peterson, Milt Jackson — Reunion Blues
- 1970 — In Tune (with the The Singers Unlimited)
- 1972 — The Oscar Peterson Trio in Tokyo
- 1972 — Solo
- 1973 — The Trio (Oscar Peterson, Joe Pass, Niels-Henning Ørsted Pedersen)
- 1974 — Satch and Josh — Count Basie) Encounters Oscar Peterson
- 1975 — Oscar Peterson and Clark Terry
- 1975 — Ella and Oscar (with Ella Fitzgerald)
- 1975 — The Oscar Peterson Big 6 at Montreux (з Тутсом Тілемансом)
- 1976 — Porgy and Bess (with Joe Pass)
- 1977 — Oscar Peterson and the Bassists — Montreux '77
- 1978 — The Paris Concert
- 1980 — Skol (Stephane Grappelli, Oscar Peterson, Joe Pass, Mickey Roker)
- 1980 — Live at the North Sea Jazz Festival (з Тутсом Тілемансом)
- 1981 — Nigerian Marketplace
- 1981 — Ain't But a Few of Us Left (Milt Jackson, Oscar Peterson, Ray Brown, Grady Tate)
- 1982 — Freedom Song The Oscar Peterson Big 4 in Japan '82 (Oscar Peterson, Joe Pass, Niels-Henning Ørsted Pedersen, Martin Drew)
- 1983 — A Tribute to My Friends
- 1983 — If You Could See Me Now
- 1986 — Benny Carter Meets Oscar Peterson
- 1984 — Easter Suite
- 1990 — The Legendary Oscar Peterson Trio Encore at the Blue Note
- 1990 — The Legendary Oscar Peterson Trio Live at the Blue Note
- 1990 — The Legendary Oscar Peterson Trio Saturday Night at the Blue Note
- 1990 — The Legendary Oscar Peterson Trio Last Call at the Blue Note
- 1992 — Exclusively for My Friends
- 1994 — Side by Side (Oscar Peterson, Itzhak Perlman)
- 1994 — Some of My Best Friends Are… …The Piano Players (Ray Brown)
- 1995 — The More I See You (Oscar Peterson, Benny Carter, Clark Terry, Ray Brown)
- 1995 — An Oscar Peterson Christmas
- 1996 — Oscar in Paris
- 1996 — Live at the Town Hall
- 1999 — Oscar Peterson Plays the Duke Ellington Song Book (1999) — combined reissue of the 1953 and 1959 Ellington recordings
- 1999 — A Summer Night in Munich
- 1999 — My Personal Choice
- 2000 — Trail of Dreams: A Canadian Suite A Jazz suite with strings conducted by Michel Legrand
- 2001 — Oscar's Ballads
- 2004 — A Night in Vienna